# Нилюфер
Нилюфер или Нилуфер е женско име с персийски произход и означава в превод от персийски Водна роза.

## Личности носещи името
- Нилюфер съпругата на Орхан I, втория владетел Османска империя